# Турянський Сергій Миронович
Сергі́й Миро́нович Туря́нський (нар. 25 травня 1962, м. Коломия, нині Івано-Франківська область) — радянський і український футболіст, нападник, тренер. Виступав за збірну України. За збірну України зіграв 1 матч: 15 березня 1994 замінив на 68-й хвилині Сергія Коновалова в матчі проти збірної Ізраїлю.

## Життєпис
Народився 25 травня 1962 року в м. Коломиї, нині Івано-Франківська область, Україна (тоді Станіславська область, УРСР, СРСР).

## Кар'єра гравця
Випускник спортивної школи в Коломиї. У 1981 році він почав свою кар'єру в молдавській команді «Автомобіліст» (Тирасполь), де наступного року переїхав до Кишинева. У 1984 році він був запрошений до СКА «Карпати». У 1986 році приєднався до «Прикарпаття» з Івано-Франківська. У 1987 забив 23 голи в 45 матчах. Наступного року пішов у другий дивізіон в сімферопольську «Таврію». Але через півроку він повернувся в команду аматорського клубу «Бистриця», де вдруге відправився в «Прикарпаття». Після сезону в вінницькій «Ниві» в 1990 році він виїхав за кордон, де захищав кольори угорського клубу «Ньїредьгаза», та менш відомих польських клубів. У 1993 році він повернувся в Україну, де знову опинився в «Прикарпатті». На початку 1997 року відправився в тернопільську «Ниву», де і завершив кар'єру гравця у віці 35 років.
Після змагань у серпні 2000 року він був призначений головним тренером «Прикарпаття» Івано-Франківськ, з яким він працював до березня 2001 року. З квітня 2003 року до липня 2007 року тренував аматорський клуб «Тепловик». У червні 2010 року він був призначений головним тренером аматорської команди «Карпати» з Яремче.